# LORAN

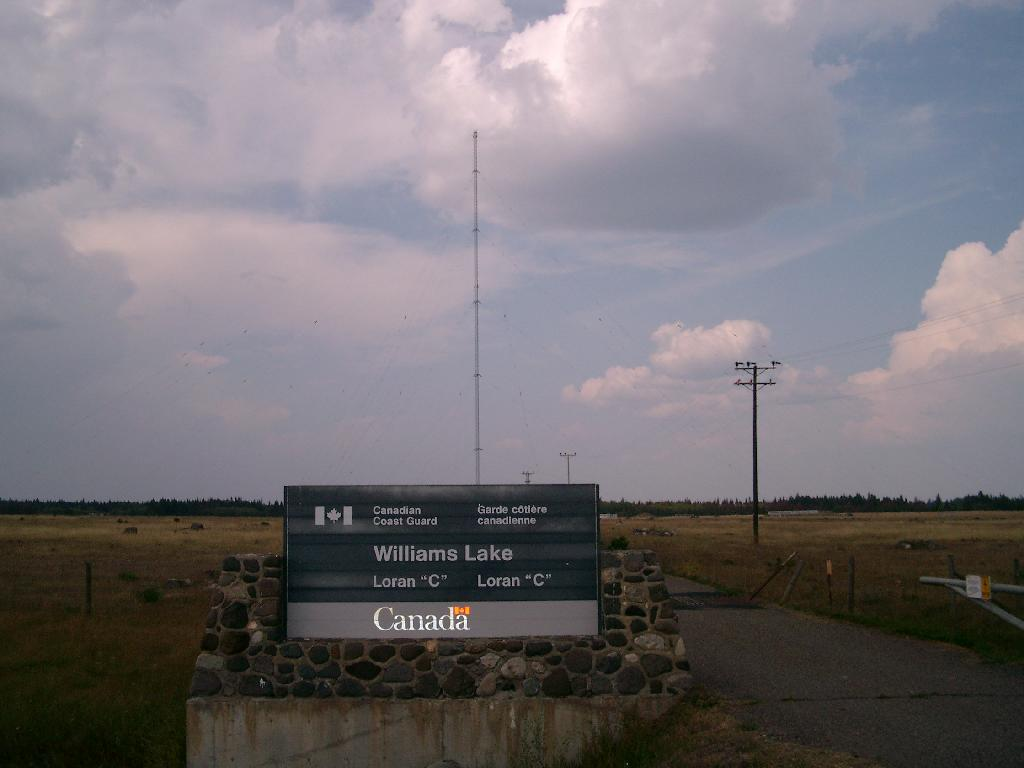
Estación Loran-C en la Columbia Británica, Canadá.

LORAN (del inglés LOng RAnge Navigation, navegación de largo alcance) es un sistema de ayuda a la navegación electrónico hiperbólico que utiliza el intervalo transcurrido entre la recepción de señales de radio transmitidas desde tres o más transmisores para determinar la posición del receptor. La versión más moderna es LORAN-C que funciona en frecuencias del espectro electromagnético entre 90 y 100 kHz, con una señal multipulso, habitualmente 9 para las maestras (el noveno pulso indica la estación de la que se trata y sirve para aplicar algunas correcciones) y 8 para las esclavas o estaciones de referencia.
El sistema LORAN es utilizado en muchos países, entre ellos los Estados Unidos de América, Japón y varios países europeos. Rusia utiliza un sistema casi idéntico llamado CHAYKA, que usa la misma banda de frecuencias. El uso de LORAN está decayendo rápidamente, siendo reemplazado por GPS. 
Según el Departamento de Seguridad Nacional de los Estados Unidos, eliminando las torres LORAN-C se ahorrarían 36 millones de dólares en 2010 y 190 millones de dólares en un plazo de 5 años. Esto terminaría con 256 trabajos que dependen de la Guardia Costera de Estados Unidos. Por ello, el 8 de febrero de 2010 EE. UU. canceló definitivamente el sistema, manteniendo tan solo las cadenas compartidas con Rusia y Canadá, hasta que los acuerdos bilaterales cesen. Esto presupone la desaparición del E-LORAN (Enhanced LORAN) de Reino Unido antes de su nacimiento, puesto que estaba fundamentado en los mismos sistemas.[cita requerida]
- Datos: Q596529
- Multimedia: LORAN / Q596529